# Comuna Șenderivka, Cernivți
Șenderivka (în ucraineană Шендерівка) este o comună în raionul Cernivți, regiunea Vinnița, Ucraina, formată din satele Dubîna și Șenderivka (reședința).

## Demografie
Componența lingvistică a satului Șenderivka
     Ucraineană (99,21%)
     Alte limbi (0,63%)
Conform recensământului din 2001, majoritatea populației satului Șenderivka era vorbitoare de ucraineană (99,21%), existând în minoritate și vorbitori de alte limbi.